# Elmar Schafroth
Elmar Schafroth (* 15. August 1958 in Mussenhausen) ist ein deutscher Romanist.

## Leben
Von 1978 bis 1985 studierte Schafroth an den Universitäten Augsburg und Clermont-Ferrand (erstes Staatsexamen für das Lehramt an Gymnasien in Englisch, Französisch, Italienisch / Magister Artium in romanischer Sprachwissenschaft/Französisch, angewandter Sprachwissenschaft/Englisch und englischer Literaturwissenschaft). Nach der Promotion 1991 und der Habilitation 1998 (Venia legendi für romanische Sprachwissenschaft) wurde er 2003 C4-Professor (Lehrstuhl für Romanische Philologie) an der Heinrich-Heine-Universität Düsseldorf (Nachfolge Peter Wunderli). Im September 2024 trat er in den Ruhestand.
Seine Forschungsfelder sind italienische, französische und deutsche Lexikologie und Lexikographie, insbesondere Lernerlexikographie (learners' dictionaries) und Phraseologie; Konstruktionsgrammatik; Sprache und Geschlecht; Sprachgeschichte; Sprache und Musik; Diskurslinguistik; Sprachvariation, besonders Französisch in Kanada und Substandardvarietäten in den romanischen Sprachen.

## Schriften (Auswahl)
- Zur Entstehung und vergleichenden Typologie der Relativpronomina in den romanischen Sprachen. Mit besonderer Berücksichtigung des Substandards. Tübingen 1993, ISBN 3-484-52246-1.
- Französische Lexikographie. Einführung und Überblick. Berlin 2014, ISBN 3-11-027258-X.
- mit Frank Leinen (Hg.): Kitsch?! Interdisziplinäre Annäherungen an ein unterschätztes Phänomen. Düsseldorf 2015, ISBN 978-3-95758-003-0.
- mit Goranka Rocco (Hg.): Vergleichende Diskurslinguistik. Methoden und Forschungspraxis. Berlin 2019, ISBN 3-631-77570-9.